# Arena din Verona

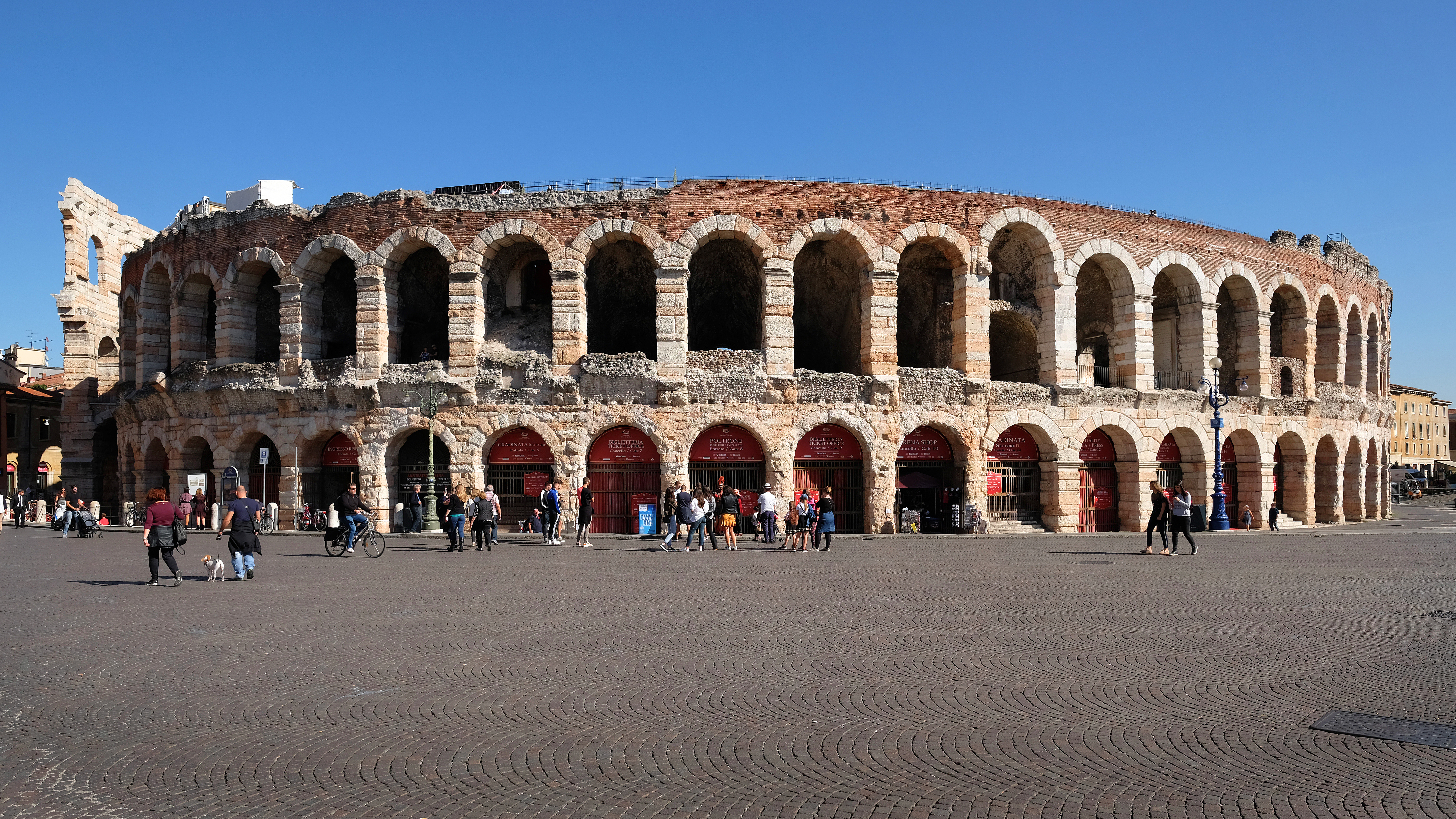
Arena din Verona în 2018

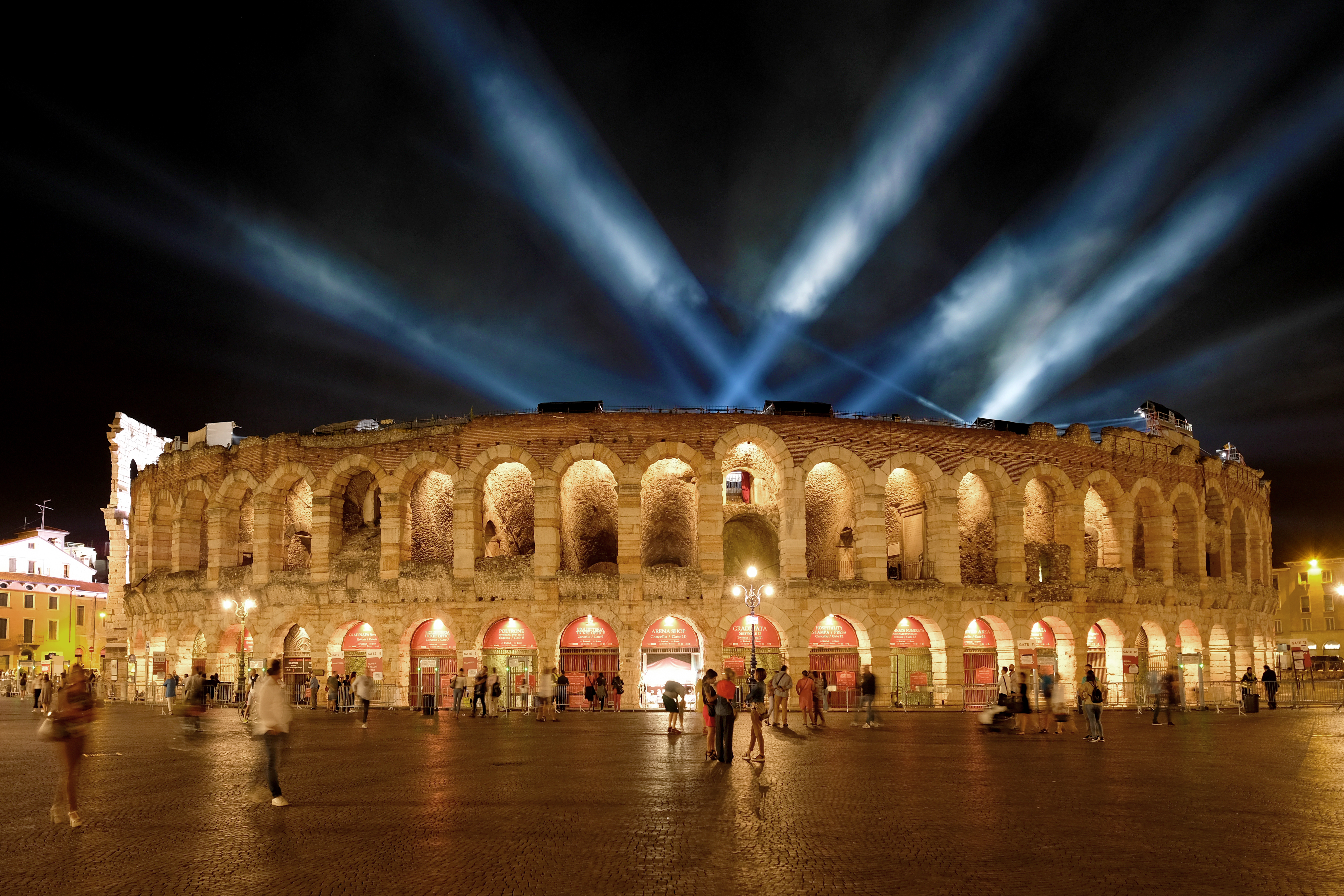
Arena din Verona în 2018

Arena din Verona (în italiană Arena di Verona pronunție în italiană [aˈrɛːna di veˈroːna; aˈreːna]) este un amfiteatru roman situat în Piazza Bra din Verona, Italia și construit în secolul I. Se află în uz chiar și în prezent și este renumit pe plan internațional pentru spectacolele de operă organizate aici. Ea este una dintre cele mai bine conservate structuri antice de acest fel. Arena putea adăposti în antichitate aproape 30.000 de persoane, dar în zilele noastre, din motive de securitate, capacitatea maximă a arenei este redusă la 15.000 de spectatori.

## Amfiteatru
Clădirea a fost construită în anul 30 AD pe un loc care se afla pe atunci dincolo de zidurile orașului. Aici aveau loc ludi (spectacole și jocuri) atât de faimoase încât veneau să asiste spectatori din multe alte locuri, unele chiar îndepărtate. Amfiteatrul putea adăposti peste 30.000 de spectatori în epoca antică.
Fațada rotundă a clădirii a fost compusă inițial din calcar alb și roz de la Valpolicella, dar după marele cutremur din 1117, care a distrus aproape complet inelul exterior al structurii, cu excepția așa-numitei „ala“ (aripi), piatra a fost scoasă pentru a fi refolosită la alte clădiri. Cu toate acestea, el i-a impresionat pe vizitatorii medievali ai orașului, iar unul dintre ei a considerat că a fost un labirint, fără intrări sau ieșiri. Ciriaco din Ancona a fost plin de admirație pentru modul în care a fost construit, iar panegiricul civic De laudibus veronae (1483) al lui Giovanni Antonio Panteo a remarcat că arena îi uimea pe privitori prin faptul că era o construcție mai mult decât umană.

## Teatru muzical
Primele încercări de recuperare a vechilor funcții ale amfiteatrului ca arenă de spectacole au început în epoca Renașterii. Aici au fost montate începând din anii 1850 unele spectacole de operă, din cauza acusticii deosebite a clădirii.
Spectacolele de operă au început să fie reprezentate periodic aici începând din 1913, grație inițiaivei și zelului tenorului de operă italian Giovanni Zenatello și al impresarului Ottone Rovato. Prima reprezentație montată în secolul al XX-lea pe această arenă a fost Aida de Giuseppe Verdi, care a avut loc la data de 10 august a acelui an, pentru a marca centenarul nașterii lui Verdi. Au fost prezenți atunci compozitori celebri ca Puccini și Mascagni. De atunci, spectacolele din stagiunea de vară a operei au fost montate continuu pe această arenă, cu excepția perioadelor 1915-1918 și 1940-1945, când Europa se afla în război.
În perioada contemporană, cel puțin patru spectacole de operă (uneori chiar și șase) sunt montate aici în fiecare an, în perioada cuprinsă între lunile iunie și august. În timpul lunilor de iarnă, companiile locale de operă și balet își țin reprezentațiile la L'Accademia Filarmonica.
Spectatorii moderni sunt informați că bilete de intrare pentru a sta pe treptele de piatră ale arenei sunt mult mai ieftine decât biletele care oferă acces la scaunele tapițate disponibile la nivelul solului. În jurul arenei sunt plasate lumânări care sunt aprinse după apusul soarelui.
În fiecare an, peste 500.000 de oameni vizionează spectacole populare de operă montate pe această arenă capabilă odinioară să adăpostească 20.000 de spectatori la fiecare spectacol (capacitate limitată acum la 15.000 de spectatori din motive de siguranță). Aici au interpretat unii dintre cei mai mari cântăreți de operă ai lumii; printre cei care ai concertat aici în epoca post-belică au fost Giuseppe Di Stefano, Maria Callas, Tito Gobbi și Renata Tebaldi. De asemenea, au fost prezenți aici dirijori celebri ai epocii. Magazinul oficial al arenei conține înregistrări istorice ale spectacolelor reprezentate aici.
Spectacolele de operă de la Arena din Verona nu au folosit microfoane sau difuzoare până în anul 2011 când s-a instalat un sistem electronic de amplificare sonoră.
În perioada recentă, arena a găzduit, de asemenea, mai multe concerte ale unor interpreți și formații pop sau rock internaționale, printre care Elisa, Laura Pausini, Pink Floyd, Alicia Keys, One Direction, Simple Minds, Duran Duran, Deep Purple, The Who, Dire Straits, Mike Oldfield, Rod Stewart, Sting, Pearl Jam, Radiohead, Peter Gabriel, Björk, Muse, Leonard Cohen, Paul McCartney, Jamiroquai, Whitney Houston, Mumford & Sons, Kiss, Spandau Ballet și 5 Seconds of Summer.
În 1981, 1984 și 2010 amfiteatrul a găzduit festivitățile de prezentare și de premiere ale Turului Italiei, în prezența a mii de spectatori care au venit să vizioneze înmânarea premiilor.
Filmul Rockstar (2011) realizat de studiourile de la Bollywood în regia lui Imtiaz Ali, cu Ranbir Kapoor în rol principal și cu muzica compusă de către câștigătorul premiului Oscar A. R. Rahman începe și se termină cu concerte muzicale desfășurate aici.
Pe 24 septembrie 2012 Leonard Cohen a susținut aici un concert ca parte a seriei First European Leg a turneului său mondial „Old Ideas”.
Pe 25 iunie 2013 Paul McCartney a concertat aici cu ocazia turneului său din 2013.
Trupa britanico-irlandeză One Direction a interpretat aici pe 19 mai 2013 ca parte a turneului Take Me Home.
Spandau Ballet a susținut o reprezentație la Arena din Verona pe data de 6 iulie 2015, ca parte a turneului mondial Soul Boys Of The Western.
Pe 21 septembrie 2015 formația pop Il Volo a concertat la Verona în încheierea turneului Grande Amore. Spectacolul a fost înregistrat și difuzat de Rai1 și a avut o cotă de audiență de 23%
Pe 13 mai 2016 trupa australiană 5 Seconds of Summer a susținut un concert la Verona, ca parte a turneului mondial Sounds Live Feels Live.
Pe 28 și 29 mai 2016, cântăreața engleză Adele a concertat la Verona ca parte a turneului Adele Live 2016.

## Legături externe
- Verona Arena website, in English Arhivat în 21 mai 2006, la Wayback Machine.
- Photographs of Arena di Verona
- An article on Arena di Verona including Photographs and videos Arhivat în 12 martie 2009, la Wayback Machine.
- Live webcam on Verona Arena Arhivat în 30 mai 2011, la Wayback Machine.
- Verona Arena English Video Introduction